# Monleale
Monleale (piemontesisch Monlià) ist eine Gemeinde in der italienischen Provinz Alessandria (AL), Region Piemont.

## Geographie
Monleale liegt 35 km östlich von der Provinzhauptstadt Alessandria auf einer Höhe von 305 m über dem Meeresspiegel am Curone. Das Gemeindegebiet umfasst eine Fläche von 9,61 km² und hat 558 (Stand 31. Dezember 2023) Einwohner.
Die Nachbargemeinden sind Berzano di Tortona, Montegioco, Montemarzino, Sarezzano, Volpedo und Volpeglino.

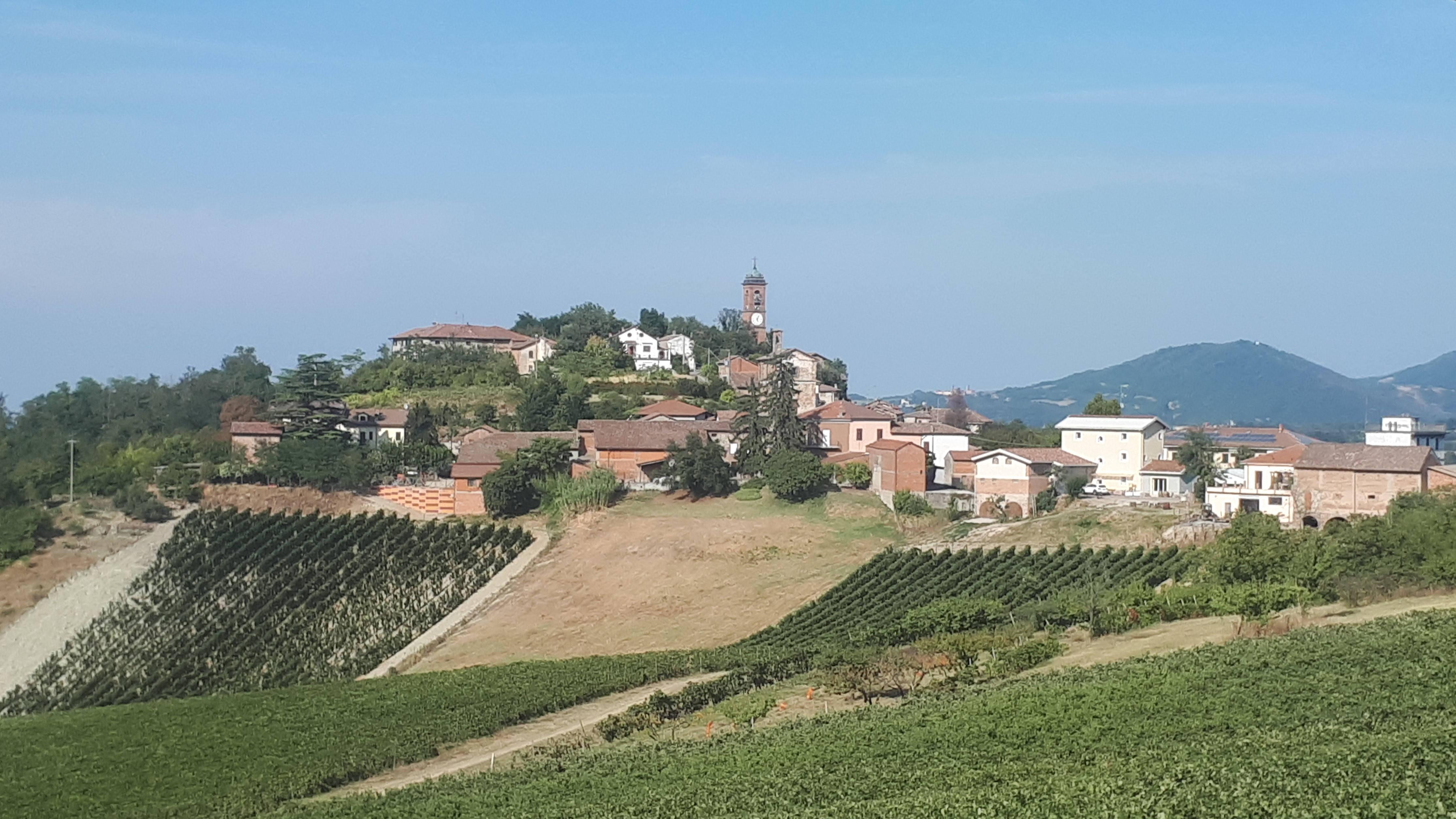
Monleale Panorama

## Geschichte

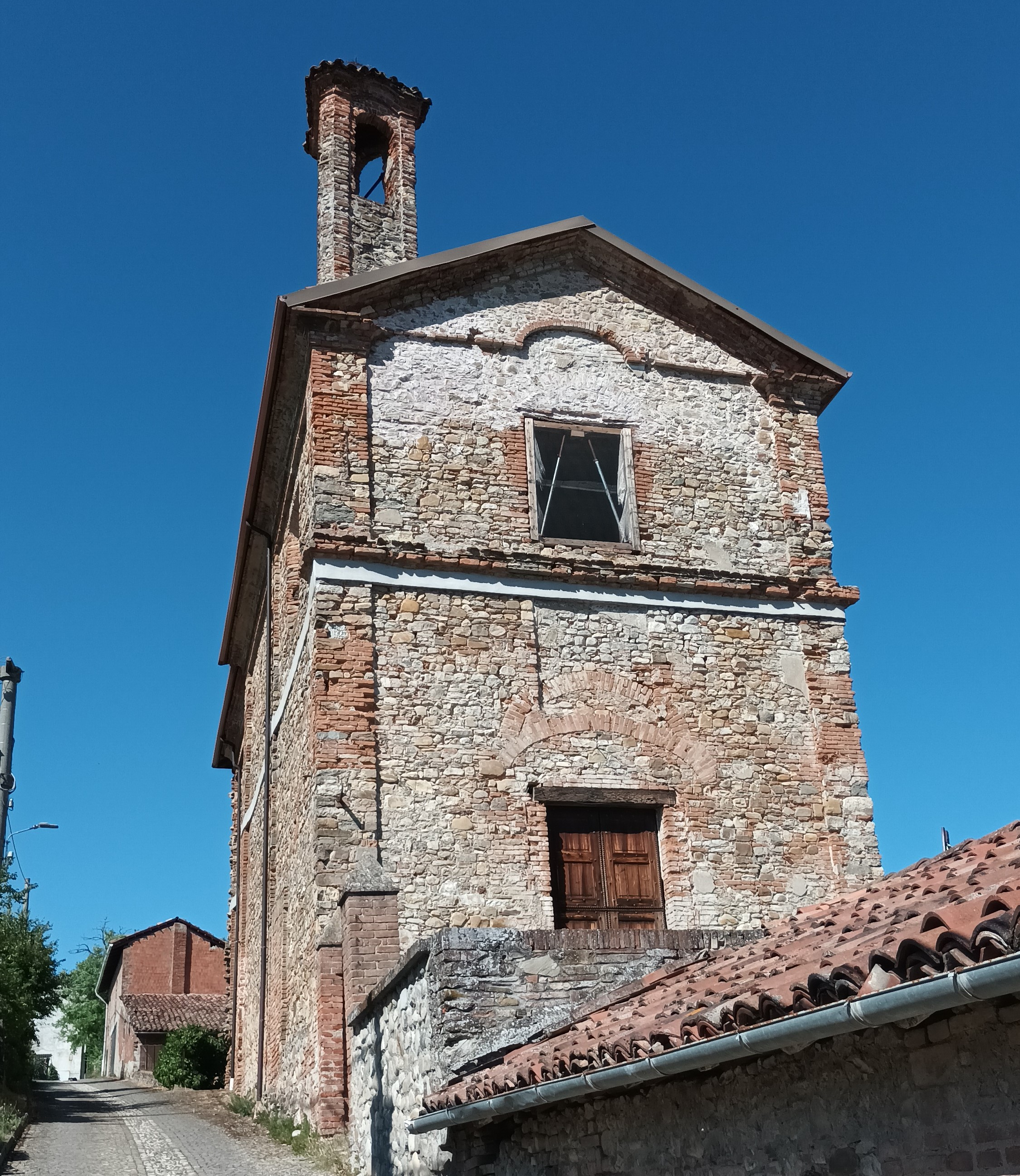
Das Oratorium Gonfalone

Der Ortsname wird zum ersten Mal im Jahr 1172 in der Form Mons Legalis bezeugt und scheint sich vom Substantiv „monte“ zusammen mit dem Personennamen „Leale“ abzuleiten, woraus dann der Nachname „Leali“ entstand.
Die Siedlung wurde im Mittelalter erbaut und 1172 von einigen Einwohnern von Volpedo als Schenkung an den Bischof von Tortona übergeben, damit dort eine Burg mit einer Villa errichtet und diese belehnt werden konnte. Und tatsächlich wurde es der Familie Opizzoni verliehen. Im Jahr 1412 übergaben die Visconti es zusammen mit den Zentren Volpedo, Volpeglino, Sarezzano, Selva und Carbonara an Pierino Cameri. Pierinos Sohn verkaufte es an Antonio Guidobono Cavalchini, der es regierte, bis er es durch Mitgift teils an die Cane und teils an die Calcamuggi übertrug, denen es bis zur Abschaffung der Lehen blieb.
Zwischen 1889 und 1934 war Monleale Endstation einer Dampfstraßenbahn nach Tortona. Die Überlandstrecke hatte eine Länge von 10,345 km. Die Straßenbahnen konnten eine Höchstgeschwindigkeit von 18 km/h erreichen. Zwischen 1929 und 1947 wurde Monleale zusammen mit den Gemeinden Berzano und Volpeglino Teil von Volpedo.
Zwischen dem 6. und 7. Oktober 1977 verursachte eine schwere Überschwemmung im unteren Piemont große Schäden an Geschäften und Häusern entlang des Curone. An dem auch Monleale betroffen war.

## Sehenswürdigkeiten
- Die Ruinen der alten Burg mit drei Türmen.
- Die Pfarrkirche Sant'Ambrogio im Barockstil aus dem 18. Jahrhundert.
- Das Oratorium der Compagnia del Gonfalone, dessen Bau 1747 abgeschlossen wurde.